# 3633 Міра
3633 Міра (3633 Mira) — астероїд головного поясу, відкритий 13 березня 1980 року.
Тіссеранів параметр щодо Юпітера — 3,575.